# 노미정
노미정(일본어: 能美町)은 일본 히로시마현에 존재했던 정으로, 사에키군에 속했다. 정역은 니시노미섬의 동쪽 절반과 히가시노미섬의 북서부 지역으로 구성되어 있었다.
2004년 11월 1일에 아키군 에타지마정 및 사에키군 오키미정, 오가키정과 합병 (신설합병)해 에타지마시가 이행되어 소멸하였다.

## 역사
- 1889년 4월 1일 - 정촌제 시행에 의해 노가와정, 다카타정, 나카촌이 성립하였다.
- 1905년 - 게이요 지진이 발생하였다.
- 1945년 8월 15일 - 종전, 9월 마쿠라사키 태풍으로 인한 큰 피해를 입었다.
- 1951년 1월 1일 - 정으로 승격해 노가와정이 되었다.
- 1955년 1월 1일 - 노가와정, 다카타촌, 나카촌이 합병 (신설합병)해 노미정이 되었다.
- 2004년 11월 1일 - 아키군 에타지마정 및 오카기정, 오키미정과 합병 (신설합병), 시로 승격에 의해 에타지마시가 되었다.

## 교통

### 도로
- 국도 제487호선 (일본)(일본어판)